# ريتشارد فوكس
ريتشارد فوكس (بالألمانية: Richard Fuchs؛ بالإنجليزية: Richard Fuchs) هو ملحن ومهندس معماري نيوزلندي وألماني، ولد في 26 أبريل 1887 في كارلسروه في ألمانيا، وتوفي في 22 سبتمبر 1947 في ويلينغتون في نيوزيلندا.